# Fernandezina saira
Fernandezina saira là một loài nhện trong họ Palpimanidae. Loài này được phát hiện ở Brasil.